# Tiroteos de Harrisburg de 2017
Los tiroteos de Harrisburg fueron una serie de ataques contra policías en la ciudad de Harrisburg, en el estado de Pensilvania. En total, un policía resultó herido en los tres tiroteos y el atacante fue abatido en el último tiroteo. Dicho atacante fue identificado como Ahmed Amín El-Mofty originario de Egipto
El Departamento de Seguridad Nacional de los Estados Unidos dijo que los incidentes eran "ataques terroristas".

## Antecedentes
Estados Unidos anteriormente había sido blanco de ataques terroristas como el de Nueva York o el de Las Vegas y el intento de atentado en el metro de NY.
La policía estadounidense ya estaba preparada para otro atentado.

## Ataques
El caos comenzó afuera de una iglesia católica justo antes del atardecer del viernes 22 de diciembre.
Los invitados de una boda todavía estaban llegando a la capilla de San Lorenzo cuando Ahmed El-Mofty comenzó a disparar al aire.
El padre Joshua Brommer se dirigió hacia las puertas abiertas de la capilla y miró hacia afuera. Vio a El-Mofty salir de un automóvil dos veces y disparar, pero en ningún momento le preocupó de que la iglesia fuera un objetivo.
Segundos después de que El-Mofty se alejara de St. Lawrence (alrededor de las 4 p. m..), condujo hacia el edificio del Capitolio Estatal, dobló una esquina y disparó varias veces contra un automóvil de la Policía del Capitolio cerca de las calles Third y Walnut. Un disparo estuvo "muy cerca" de golpear al oficial que conducía, pero pudo escapar sin lesiones, según el fiscal de distrito del condado de Dauphin, Ed Marsico.
Aproximadamente 30 minutos más tarde, El-Mofty disparó varias veces contra un policía de la Policía Estatal de Pensilvania, que sufrió lesiones leves y fue perseguido por el tirador a más de una milla por Allison Hill.
Más tarde, a las 6pm. aproximadamente, en el barrio Allison Hill, El-Mofty utilizó dos armas cortas, cerca de la intersección de la 17 ª y Mulberry Street para abrir fuego contra la policía en un tercer tiroteo. Los oficiales le respondieron con disparos abatiéndolo.
Los oficiales devolvieron el fuego, dispararon y mataron a El-Mofty.

## Perpetrador
Ahmed Amin El-Mofty era un ciudadano estadounidense naturalizado que fue admitido a los Estados Unidos desde Egipto con una visa de inmigrante basada en la familia. Tenía 51 años se había distanciado de su familia durante años y había estado viviendo en Egipto. 

## Reacciones
- El senador Bob Casey tuiteó: "Nuestro estado entero está agradecido por el trabajo de la aplicación de la ley en Harrisburg anoche. Nuestros valientes agentes de la ley tomaron riesgos extraordinarios anoche, como lo hacen a diario, para mantenernos a salvo".
- El gobernador Tom Wolf emitió la siguiente declaración el sábado por la tarde: "Las fuerzas del orden público federales, estatales y locales continúan trabajando juntos para investigar el ataque de la noche anterior a la aplicación de la ley. He estado en contacto con el Director de Seguridad Nacional, la Policía del Estado de Pensilvania y la Policía del Capitolio. asistencia necesaria en esta investigación. De nuevo, quiero agradecer a los oficiales que se ponen en peligro para prevenir más lesiones o pérdida de vidas ".
- La oficina del alcalde de Harrisburg, Eric Papenfuse, emitió la siguiente declaración el viernes por la noche: "El alcalde Eric Papenfuse ha elogiado a la policía de Harrisburg por su" valentía excepcional "al responder al tiroteo del viernes por la noche en el Capitolio del Estado que ha involucrado a las agencias policiales locales, estatales y nacionales. "El incidente todavía está siendo investigado, pero está claro que la policía de Harrisburg respondió con valentía y capacidad excepcionales para proteger nuestra ciudad", dijo el alcalde el viernes por la noche. "Los policías involucrados, así como su liderazgo son dignos de elogio. La situación podría haber sido mucho peor, y podríamos haber sufrido muchas más lesiones si no hubieran actuado con tanto coraje y profesionalidad como lo hicieron ".